# 우리는 꼬마정찰병
《우리는 꼬마정찰병》은 조선민주주의인민공화국의 애니메이션 《다람이와 고슴도치》에 쓰인 노래다.

## 같이 보기
- 다람이와 고슴도치